# Limnophora nigriorbitalis
Limnophora nigriorbitalis är en tvåvingeart som beskrevs av Malloch 1924. Limnophora nigriorbitalis ingår i släktet Limnophora och familjen husflugor. Inga underarter finns listade i Catalogue of Life.